# Медзянка (Нижньосілезьке воєводство)
Медзянка (пол. Miedzianka) — село в Польщі, у гміні Яновиці-Великі Єленьоґурського повіту Нижньосілезького воєводства.
Населення — 90 осіб (2011).

## Демографія
Демографічна структура станом на 31 березня 2011 року:
|          | Загалом | Допрацездатний вік | Працездатний вік | Постпрацездатний вік |
| -------- | ------- | ------------------ | ---------------- | -------------------- |
| Чоловіки | 48      | 12                 | 33               | 3                    |
| Жінки    | 42      | 8                  | 25               | 9                    |
| Разом    | 90      | 20                 | 58               | 12                   |